# Криуши (Нижегородская область)
Криу́ши — село в Воротынском районе Нижегородской области, в составе Чугуновского сельского совета.

## Географическое положение
Село Криуши расположено на реке Чугунка в 5 км к востоку от центра сельсовета — села Чугуны, 3 км к северу от автотрассы «Волга» и в 5 км от районного центра — Воротынца.

## Этимология
Название села произошло от кривых оврагов, пересекающих и опоясывающих село. В переписной книге от 1677 года значится деревня Кривуша; впоследствии для упрощения в разговорной речи была утеряна буква «в» и «а» заменена на букву «и». Интересны и оригинальны в селе названия улиц: Таганец, Лебедиха, Загумённая, Мокруша, Тракторная, Вязиха, Ошариха, Гагарина. Холмы селяне называют «горами»: Церковная, Приказная. Перекрёстки дорог в селе называют крестами, а овраги, разделяющие холмы, — «врагами». Так, есть Малинов враг, ручей и враг Шишмар.

## История
Впервые деревня упоминается в переписной книге Нижегородского уезда 1646 года князя И. Ф. Шаховского и подъячего П. Симонова по Закудемскому стану «Да к селу Бармину сверьх писцовых книг Дмитрия Лодыгина с товарищи объявилось сел и деревень, и починков: (Л. 404 об. — 405 об.). д. Криуша». С момента основания и до 1679 года деревня принадлежала князьям Воротынским. Затем после смерти бездетного князя Ивана Алексеевича Воротынского Барминская волость, куда входила Криуша и криушинские земли, становится дворцовой. 23 августа 1700 года волость была пожалована Петром I своему соратнику Фёдору Алексеевичу Головину. «В 1720 году июля в 30 день морского флота капитан поручик граф Николай Фёдоров сын Головин своё в Нижегородском уезде в Барминской волости село Фокино с селы и с деревнями в числе коих … д. Криуша … продал … сибирских железных заводов камисару Никите Демидову сыну Демидову. В 1837 году у обанкротившегося Льва Прокофьевича Демидова (правнука Никиты) Криуши выкупает богатый землевладелец Василий Павлович Зыбин. В Списке лиц, имеющих право участия в первом Васильском избирательном съезде в 1890 году, значится владелица села Криуши с 849 десятинами земли, потомственная дворянка Кармена Михайловна Зыбина. Селом деревня Криуши стала называться после возведения и открытия в 1845 году церкви во имя Святых Первоверховных Апостолов Петра и Павла.